# هانز هير
هانز هير (بالألمانية: Hans Heyer)‏ مواليد 1943 ، هو سائق فورملا 1 ألماني سابق. كان أول سباق له جائزة ألمانيا الكبرى 1977.

## سباقات شارك فيها
- لو مان 24 ساعة
- بطولة العالم للسيارات الرياضية
- جائزة ألمانيا الكبرى